# 張曉文

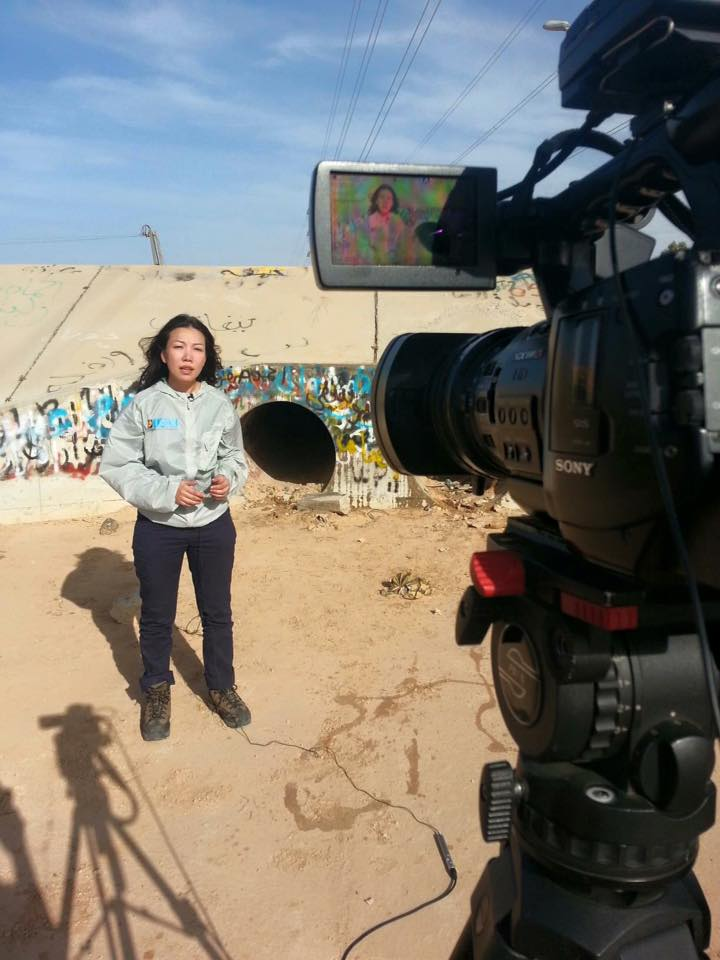

張曉文，英文名： Zhang Xiaowen, Sharon, 可持續投資研究者，投資人，資深媒體人。 從1999年起，她旅行超過100個國家，多次前往阿富汗，敘利亞，伊拉克，利比亞，巴以和南亞地區，報道沖突與戰爭；作為研究者，她的"龍行"團隊與香港鳳凰衛視建立起了一個視頻案例庫,記錄了在80多個國家中的300多個中國企業海外投資項目，及中國政府參與的援助與國際合作項目；作為投資者，她創立的龍行棒咖啡Boncafé+ （页面存档备份，存于）成為提供國際可持續投資教育與合作對接的平台；作為倡導者，她擔任香港南南合作金融中心 （页面存档备份，存于）執行總幹事，長期聚焦國際關系角力，南南合作，發展扶貧，著力將聯合國可持續發展目標融入可持續經營戰略，並在中國投資者中進行大力倡導。張曉文是鳳凰衛視的周播紀錄片欄目龙行天下的總策劃和總監制。她也是進入達爾富爾地區采訪的第一位華人女記者，著有達爾富爾日記。張曉文同時是聯合國開發計劃署的簽約專家，主要肩負的使命是在中國推廣聯合國可持續發展目標和可持續投資。張曉文畢業於早稻田大學亞太研究所，研究的方向是“中國國有跨國公司在撒哈拉以南地區國際衛生合作中的作用”。她同时也是《中国企业海外可持续发展报告2017》 （页面存档备份，存于）的视频版总制作人。

## 簡介
自1999年起，張曉文在全球華人社群中最有影響力的電視媒體鳳凰衛視供職超過15年。作為戰地新聞記者，她報道中東、南亞以及非洲的沖突。作為電視欄目監製，她曾負責制作周播高端訪談節目“風雲對話”。該節目專訪對政治及歷史有重大影響力的超過500多名世界名人，政要以及知名學者。張曉文曾經獨家專訪蘇丹總統巴希爾，伊拉克總統賈拉勒.塔拉巴尼，緬甸全國民主聯盟主席昂山素季，巴基斯坦總統阿西夫.阿裏.紮爾達裏，法國前總理讓-皮埃爾.拉法蘭，泰國前總理他信.西那瓦，塞爾維亞外長武克·耶雷米奇，德國前總理赫爾穆特·施密特，以及包括喬姆斯基在內的眾多國際頂尖學者，以及黎巴嫩真主黨首領.作為紀錄片導演，張曉文製作了大量電視紀錄片。
張曉文畢業於北京廣播學院，在法國巴黎藝術管理學院完成碩士課程，她在日本早稻田大學亞洲太平洋研究科國際政治專業攻讀博士，研究方向為二十世紀90年代以來中國擴展外交政策及其對非洲人道危機的影響，並以“中國跨國國有企業的企業社會責任行為在撒哈拉以南地區公共衛生發展中的作用”為可持續發展領域的研究個案。她主要關註在一帶一路背景下，中國對外援助和投資對發展中地區社會發展的影響，她也是中國“企業社會責任”和”影響力投資“國際化的積極倡導者，提出“企業社會責任報告”遠不僅僅是狹義中的慈善和公益行為，而是能夠保證企業可持續發展的商業策略，是 “win-win(雙贏)”策略。
2011年，她成立個人工作室，創建”龍行“團隊，從研究加媒體的雙重角度，倡導聯合國可持續發展目標，引導中國企業在海外的可持續投資發展行為。
2015年起，龍行團隊負責製作鳳凰衛視聚焦中國海外投資的36分鐘紀錄片欄目”龍行天下“，至今已經播出300多集。2019年，張曉文工作室與鳳凰衛視合資成立鳳凰龍行天下國際傳播有限公司，張曉文擔任董事總經理。
2021年，張曉文和她的龍行團隊在北京三里屯使館區投資創建龍行棒咖啡Bon Café+。這是一個專註於可持續影響力投資推廣的咖啡社交平台。在以售賣緬甸“替代種植”咖啡豆為主的公益咖啡館基礎上，棒咖啡在政府，商協會，智庫，國際機構、媒體、企業、NGO組織、農民、消費者中打造一個聚焦在可持續投資領域的線上線下社區, 組織這一領域的知識分享和投資對接，展開持續有深度的實踐案例研究，並通過專業媒體進行大眾傳播，推動商業向善和可持續發展。2021年11月，北京龍行棒咖啡有限公司被北京市委社會工委市民政局下屬單位北京社會企業發展促進會認定成為2021年“北京社會企業”。2022年7月，這個公司加入聯合國全球契約，承諾成為負責任的企業公民。2022年底，張曉文擔任南南合作金融中心執行總幹事。

## 主要作品
- 龙行天下 （页面存档备份，存于）
- 熱帶風暴－－緬甸改革紀事2012 （页面存档备份，存于）
- 一江水流曲直走－－中國緬甸關係紀事2013 （页面存档备份，存于）
- 北非殘夢－－利比亞戰後文明實錄 （页面存档备份，存于）
- 雪域決戰－－中印邊境衝突50週年紀事 （页面存档备份，存于）
- 第196個國家－南苏丹
- 重返阿富汗 （页面存档备份，存于）
- 山海之盟-中巴建交60週年 （页面存档备份，存于）
- 十年一剑-拉登之死啓示錄
- 帝国的坟墓  阿富汗与911十年劫 （页面存档备份，存于）
- 以諸神的名義－－全球宗教政治總觀察
- 中蘇關係－－鄰家大哥記憶 （页面存档备份，存于）
- 中美關係－－紅旗漫卷西風 （页面存档备份，存于）
- 龍與象－－中印關係60年紀實
- 為核而來－－德黑蘭 （页面存档备份，存于）
- 贝鲁特之殤 （页面存档备份，存于）
- 赴約－－加沙火線實錄 （页面存档备份，存于）
- 愛與黑暗－－探尋以色列立國智慧 （页面存档备份，存于）
- 消失的南斯拉夫 （页面存档备份，存于）
- 對陣－－來自達爾富爾的聲音 （页面存档备份，存于）
- 錢沿陣地－－人民幣匯制改革啓示錄 （页面存档备份，存于）
- 激流——中國銀行業改革啓示錄 （页面存档备份，存于）
- 金權爭霸：全球金融佔據下的中國應對 （页面存档备份，存于）
- “一五”计划：艰苦朴素勤俭持家

## 外部鏈接
- 中国企業の二面性表す病院の歴史 （页面存档备份，存于）
- 《龙行天下》迈向五周年答谢会：我们步履不停 （页面存档备份，存于）
- 张晓文：中企应转变思维做“影响力投资[]
- 龙行思考：善待每一次呼吸 （页面存档备份，存于）
- 龍行天下將推出《2017中國企業海外可持續發展報告》特別系列節目[]
- 联合国难民署和凤凰卫视正式签署战略合作协议[]
- 凤凰卫视“一带一路”国际论坛在北京凤凰中心举行[]
- 龙行棒咖啡 Bon Café+ （页面存档备份，存于）